# Congreso de investigación y prácticas escénicas de Barcelona

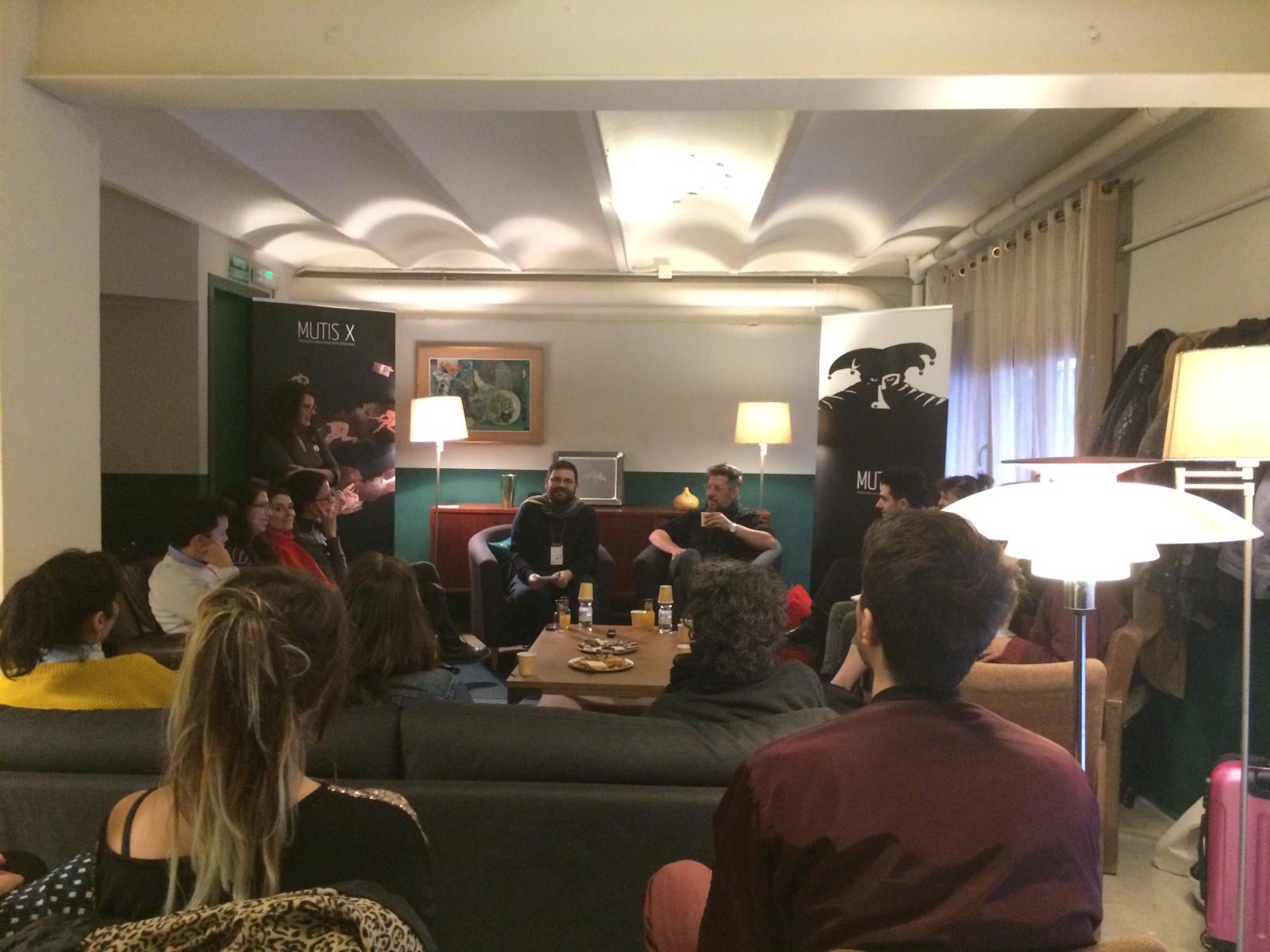
Presentación de las II Jornadas con el dramaturgo argentino Guillermo Cacache en la Sala Beckett, 2019.

El Congreso de investigación y prácticas escénicas es un simposio académico enfocado a la investigación en teatro, danza y circo en Barcelona.

## Trayectoria
El Congreso de investigación y prácticas escénicas de Barcelona parte de una concreción en un espacio específico del apartado de encuentros y conferencias que se planteaban en el marco del Festival MUTIS, en 2018 a través del Museo de las Artes Escénicas se coorganizó con el Instituto del Teatro de Barcelona unas jornadas de investigación y, a partir del 2020 en su tercera edición al incorporarse la Universidad Politécnica de Cataluña las jornadas se ampliaron deribando en un congreso.

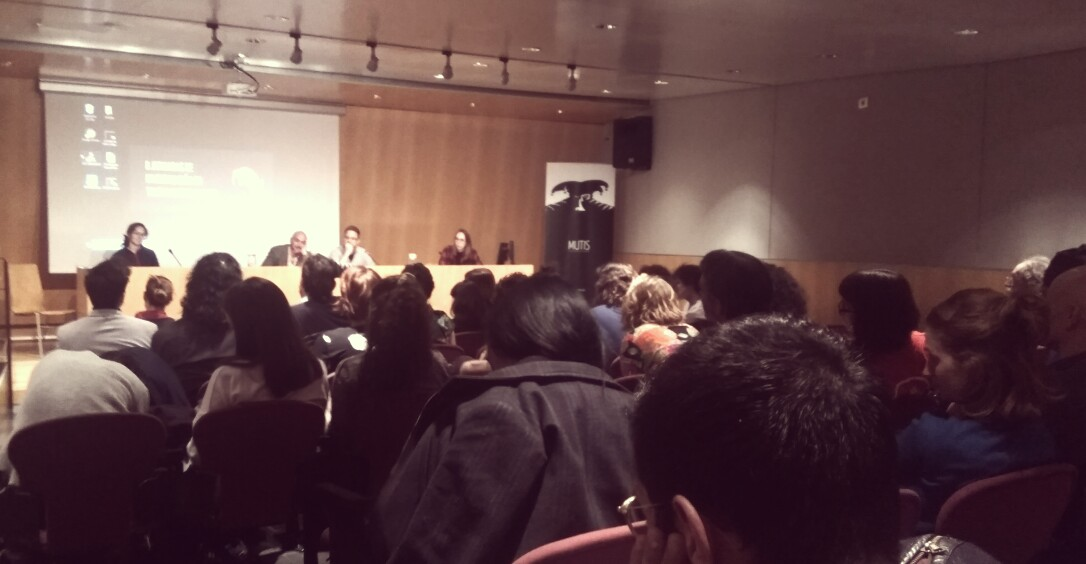
II Jornadas de investigación en Teatro Independiente de Barcelona, en 2019.

El 1 y 2 de marzo de 2018 se producen las I Jornadas de Investigación en Teatro Independiente. En su segunda edición la cita, que tuvo lugar del 20 al 22 de marzo de 2019, la actividad se consolida y, a partir de su tercera edición, que tuvo lugar el 11 y 12 de 2020, con la incorporación de la Universidad Politécnica de Cataluña se constituye en Congreso. Esta tercera edición se vio afectada por las medidas de prevención ante la emergencia sanitaria, lo que hizo restringir el aforo de las actividades a un 50% y suspender su tercer día programado. El 13 de marzo de 2020 se suspendió toda actividad docente tanto en institutos como universidades en Barcelona.
En 2021 el IV Congreso dejó de compartir fechas con el Festival MUTIS, éste, en su XII edición, se planificó retrasarlo un mes para permitir al Congreso ampliar franjas horarias y seguir creciendo. Las fechas para el IV Congreso fueron del 15 al 17 de marzo con una jornada previa el día 9, éste se realizó de manera dual, en parte en línea, en parte presencial con público hiperreducido en el Auditorio del Institut del Teatre y retransmitido en directo y en abierto por el canal de YouTube del congreso.
En 2022 el V Congreso se desplazó de primavera al 8 al 11 de noviembre para encaber el VII Congreso CIJIET, un congreso de estudios teatrales anual itinerante cuya convocatoria sumó un cuarto día de programación y se programó en espacios de la Universidad Autónoma de Barcelona y el Instituto del Teatro.

## Organización
Las I Jornadas de Investigación en Teatro Independiente fueron dirigidas por Enid Negrete y Alberto Rizzo. En su segunda edición fueron coordinadas por Alba Saura y Alberto Rizzo. En su tercera edición sus directores fueron Ana Bustamante y Víctor Bobadilla. En su cuarta y quinta edición fueron Ana Bustamante y Alba Saura. Su sexta edición prevista del 15 al 17 de noviembre estará dirigida por Annya Atanasio Cadenas y Alberto Rizzo. 